# Méridakolibri
Der Méridakolibri (Coeligena conradii, Syn.: Trochilus conradii, Coeligena torquata conradii) ist ein Seglervogel in der Familie der Kolibris (Trochilidae), der in Venezuela und in Kolumbien vorkommt. Der Bestand wird von der IUCN als „nicht gefährdet“ (least concern) eingestuft.

## Merkmale
Der Méridakolibri erreicht eine Körperlänge von etwa 13,5 bis 14,5 cm bei einem Gewicht von ca. 6,7 g. Er hat einen langen schwarzen Schnabel und einen gegabelten Schwanz. Bei Männchen leuchtet fast vollständig das Gefieder grasgrün, mit Ausnahme eines breiten weißen Streifens an oberen Brust. Die äußeren Steuerfedern sind großteils weiß mit grünen Spitzen, die Flügel braun. Die Weibchen ähneln den Männchen, haben aber einen weniger ausgeprägten weißen Kragen und eine rostrote rötliche Kehle mit grünen Sprenkeln. Die Unterseite unterhalb des Kragens ist gräulich und dicht grün gesprenkelt und gefleckt. Dazu hat es bräunliche Schuppen am Bauch. Die Augen beider Geschlechter sind dunkelbraun. Die Beine sind pink bis hell gräulich pink mit schwarzen Krallen.

## Lautäußerungen
Der Gesang des Méridakolibris klingt wie ein quietschendes Geschnatter. Andere typische Töne sind ein weicher, tiefer, schwacher tu-ti-Pfiff, eine längere Reihe von eher tiefen Pfeiftönen, die wie pip..pip..pip... oder oft wiederholte Phrasen wie tsi-tsi-tsiririt...tsi-tsi-tsiririt... und ein kurzes spit oder tsi bei der Futtersuche. Aufgeregte Vögel geben eine schnatternde Mischung aus Pfiffen und leisen Tönen von sich bzw. einen hohen si-Laut.

## Fortpflanzung
Die Brutbiologie des Méridakolibris ist bisher nicht erforscht.

## Verhalten und Ernährung
Als sogenannter Trapliner fliegt der Méridakolibri regelmäßig in rascher Folge ganz bestimmte verstreute Blüten in den mittleren Straten gelegentlich auch in den Baumkronen an. Zu seinen Nektarquellen gehören beispielsweise Inga-Bäume. Hierbei bewegt er sich in dichtem Wald oder an Waldrändern. Gelegentlich verhält er sich territorial bei kleineren Gebieten mit Blüten. Er fängt durch gezielte Jagd Gliederfüßer oder sammelt diese vom Laub ab. Zu seinen weiteren Nahrungsquellen gehören Cavendishia, Fuchsien und verschiedene Heidekrautgewächse. Außerdem fliegt er Ranken und Kletterpflanzen an.

## Unterarten
Der Méridakolibri gilt als monotypisch. Lange Zeit wurde er als Unterart des Violettscheitelkolibri (Coeligena torquata (Boissonneau, 1840)) betrachtet. Die Trennung beider Arten wurde aufgrund starker morphologischer Unterschiede vorgenommen.

## Verbreitung und Lebensraum

Verbreitungsgebiet des Méridakolibris (grün)

Der Méridakolibri bewegt sich in feuchtem montanem Nebelwald sowie an buschigen Waldrändern vom Unterwuchs bis in den unteren Bereich der Baumkronen, meist in Höhenlagen von 1800 bis 3000 Metern. Gelegentlich kommt er tiefer in Höhenlagen bis 1500 Meter vor. Noch tiefer wird er durch den Bronzekolibri ersetzt, auch wenn beide Arten sympatrisch Schnittstellen haben. Sein Verbreitungsgebiet erstreckt sich von Trujillo über Táchira in Venezuela über die Ostanden in Departamento de Norte de Santander in Kolumbien.

## Migration
Der Méridakolibri ist vermutlich ein Standvogel.

## Etymologie und Forschungsgeschichte
Die Erstbeschreibung des Méridakolibris erfolgte 1847 durch Jules Bourcier unter dem wissenschaftlichen Namen Trochilus Conradii. Das Typusexemplar stammte aus der Umgebung von Caracas. Im Jahr 1833 führte René Primevère Lesson die Gattung Coeligena ein. Das Wort Coeligena leitet sich aus den lateinischen Wörtern coelum bzw. caelum für „Himmel“ und genus für „Nachkomme“ ab. Lesson selbst nannte die gleichnamige Art auch Ornismye Fille du Ciel, also Tochter des Himmels. Der Artname conradii ehrt Conrad Loddiges, Jr. (1821–1865), der ihm u. a. dieses Typusexemplar zur Verfügung gestellt hatte.